# スリランカの銀行の一覧
スリランカの銀行の一覧

## 中央銀行
- スリランカ中央銀行　(Central Bank of Sri Lanka)

## 商業銀行

### 地方政府所有
- セイロン銀行 (Bank of Ceylon)
- 人民銀行 (People's Bank)

### 民間
- セイロン商業銀行 (Commercial Bank of Ceylon)
- ハットンナショナル銀行 (Hatton National Bank)
- DFCCヴァルダーナ銀行 (DFCC Vardhana Bank)
- セイラン銀行 (Seylan Bank)
- サンパス銀行 (Sampath Bank)
- NDB銀行 (NDB Bank)
- ユニオンコマーシャル銀行 (Union Commercial Bank)
- ネイションズトラスト銀行 (Nations Trust Bank)
- パン・アジア銀行 (Panasia Banking Corporation)

## 外資系銀行
- シティバンク (Citibank)
- 香港上海銀行 (HSBC Bank)
- スタンダードチャータード銀行 (Standard Chartered Bank)
- ドイツ銀行 (Deutsche Bank)
- インドステイト銀行 (State Bank of India)
- ICICI銀行 (ICICI Bank)
- インド海外銀行 (Indian Overseas Bank)
- インディアン銀行 (Indian Bank)